# Darío Stefanatto
Darío Stefanatto (nacido el 3 de abril de 1985 en Buenos Aires, Argentina) es un exfutbolista argentino surgido de las divisiones inferiores del Club Atlético All Boys. Actualmente es Director Deportivo de Club Atlético All Boys. Se desempeñaba como volante y su último equipo fue All Boys.

## Biografía
Se crio en la casa de su abuelo, situada a pocos metros de All Boys, y desde chico estuvo ligado al club por cuestiones familiares y de cercanía. De familia reconocida en el barrio por ser los dueños de Heladería Vittorio. Jugó en baby fútbol, juveniles e Inferiores de la institución. En su tiempo libre, acompañaba a su padre, que era dirigente del club a las reuniones de comisión directiva. Vivió en ese hogar hasta los 24 años.

## Trayectoria deportiva
Debutó como jugador profesional en All Boys el 10 de diciembre del 2005. Se ganó la titularidad con el correr de los años por sus buenas actuaciones, consiguió el ascenso a la segunda categoría con la institución de Floresta siendo un referente muy importante de aquel equipo campeón de la temporada 2007-08. Durante la temporada 2008-09 de la Primera B Nacional logró mantener su alto rendimiento y debido a esto al finalizar la temporada despertó el interés de Banfield, Newell's y el Olympiacos pero por cuestiones sentimentales con el club decidió quedarse.
El 27 de enero de 2010, luego de idas y vueltas por una cuestión de aferrarse a la institución que tanto quiere, su padre lo convenció para progresar en su carrera y pasó a préstamo a Estudiantes de La Plata por una temporada donde tuvo muy pocas actuaciones pero las veces que le tocó demostrar sus cualidades como futbolista lo hizo de buena forma. Compartió el plantel con figuras de aquel Estudiantes de La Plata como Leandro Desábato, Marcos Rojo, Gabriel Mercado, Enzo Pérez y Juan Sebastián Verón, entre otros. Logró su segundo título con aquel equipo al coronarse campeón del Torneo Apertura 2010.
En el año 2011 volvió a All Boys, el club de sus amores, para jugar en la Primera División de Argentina. A pesar de varias ofertas de otros clubes y de lesiones que perjudicaron su profesión, siguió en la institución de Floresta hasta el año 2018.
El martes 10 de julio del 2018 firmó contrato con Alvarado a pedido de Mauricio Giganti para jugar una temporada en el Torneo Federal A con la institución marplatense.

## Estadísticas

### Clubes
Actualizado al 1 de octubre de 2021
| All Boys Argentina                                                           | 3.ª                 | 2005-06             | 4   | 0 | - | - | - | - | 4   | 0 | 0    |
| All Boys Argentina                                                           | 3.ª                 | 2006-07             | 24  | 0 | - | - | - | - | 24  | 0 | 0    |
| All Boys Argentina                                                           | 3.ª                 | 2007-08             | 38  | 3 | - | - | - | - | 38  | 3 | 0,08 |
| All Boys Argentina                                                           | 2.ª                 | 2008-09             | 14  | 1 | - | - | - | - | 14  | 1 | 0,07 |
| All Boys Argentina                                                           | 2.ª                 | 2009-10             | 19  | 0 | - | - | - | - | 19  | 0 | 0    |
| All Boys Argentina                                                           | 1.ª                 | 2011-12             | 17  | 0 | - | - | - | - | 17  | 0 | 0    |
| All Boys Argentina                                                           | 1.ª                 | 2012-13             | 17  | 0 | 2 | 0 | - | - | 19  | 0 | 0    |
| All Boys Argentina                                                           | 1.ª                 | 2013-14             | 0   | 0 | - | - | - | - | 0   | 0 | 0    |
| All Boys Argentina                                                           | 2.ª                 | 2014                | 0   | 0 | - | - | - | - | 0   | 0 | 0    |
| All Boys Argentina                                                           | 2.ª                 | 2015                | 11  | 0 | 1 | 0 | - | - | 12  | 0 | 0    |
| All Boys Argentina                                                           | 2.ª                 | 2016                | 10  | 0 | - | - | - | - | 10  | 0 | 0    |
| All Boys Argentina                                                           | 2.ª                 | 2016-17             | 16  | 0 | - | - | - | - | 16  | 0 | 0    |
| All Boys Argentina                                                           | 2.ª                 | 2017-18             | 13  | 0 | - | - | - | - | 13  | 0 | 0    |
| All Boys Argentina                                                           | 2.ª                 | 2019-20             | 14  | 0 | - | - | - | - | 14  | 0 | 0    |
| All Boys Argentina                                                           | 2.ª                 | 2020                | 6   | 0 | - | - | - | - | 6   | 0 | 0    |
| All Boys Argentina                                                           | 2.ª                 | 2021                | 14  | 0 | - | - | - | - | 14  | 0 | 0    |
| All Boys Argentina                                                           | Total               | Total               | 217 | 4 | 3 | 0 | - | - | 220 | 4 | 0,02 |
| Estudiantes de La Plata Argentina                                            | 1.ª                 | 2009-10             | 6   | 0 | - | - | 1 | 0 | 7   | 0 | 0    |
| Estudiantes de La Plata Argentina                                            | 1.ª                 | 2010-11             | 9   | 0 | - | - | 4 | 0 | 13  | 0 | 0    |
| Estudiantes de La Plata Argentina                                            | Total               | Total               | 15  | 0 | - | - | 5 | 0 | 20  | 0 | 0    |
| Alvarado Argentina                                                           | 3.ª                 | 2018-19             | 19  | 0 | 2 | 0 | - | - | 21  | 0 | 0    |
| Alvarado Argentina                                                           | Total               | Total               | 19  | 0 | 2 | 0 | - | - | 21  | 0 | 0    |
| Total en su carrera                                                          | Total en su carrera | Total en su carrera | 251 | 4 | 5 | 0 | 5 | 0 | 261 | 4 | 0,02 |
| (1)Incluye Copa Argentina. (2)Incluye Copa Libertadores y Copa Sudamericana. |                     |                     |     |   |   |   |   |   |     |   |      |

Fuente: Fichajes.com y Livefutbol.com

## Palmarés

### Campeonatos nacionales
| Título                  | Club                    | País      | Año  |
| ----------------------- | ----------------------- | --------- | ---- |
| Primera B Metropolitana | All Boys                | Argentina | 2008 |
| Primera División        | Estudiantes de La Plata | Argentina | 2010 |

### Otros reconocimientos
| Título                       | Club     | País      | Año  |
| ---------------------------- | -------- | --------- | ---- |
| Ascenso a Primera División   | All Boys | Argentina | 2010 |
| Ascenso a Primera B Nacional | Alvarado | Argentina | 2019 |